# Gerald Nye
Gerald Prentice Nye (Hortonville, 19 dicembre 1892 – Washington, 17 luglio 1971) è stato un politico statunitense.
Tra il 1925 e il 1945 rappresentò lo stato del Dakota del Nord nel Senato degli Stati Uniti.

## Biografia
Frequentò le scuole pubbliche nella sua città natale e poi lavorò negli stati del Wisconsin e dello Iowa nel settore dei giornali. Nel 1915 si trasferì nel Dakota del Nord dove diresse i giornali The Billings County Pioneer e The Griggs County Sentinel-Courier. Politicamente entrò a far parte del Partito Repubblicano. Nel 1924 corse senza successo per un seggio alla Camera dei rappresentanti degli Stati Uniti.
Dopo la morte del senatore statunitense Edwin F. Ladd, venne eletto suo successore al Senato degli Stati Uniti. Nel novembre 1925 assunse il suo nuovo mandato. Dopo tre rielezioni poté rimanervi fino al 3 gennaio 1945. Dal 1927 al 1933 fu presidente del comitato immobiliare pubblico. In questa veste venne anche coinvolto nell'affrontare lo scandalo Teapot Dome. Tra il 1934 e il 1938 fu anche presidente di un comitato speciale (la Commissione Nye) che esaminava le pratiche dell'industria degli armamenti. Negli anni '30, fu un sostenitore della politica di isolamento degli Stati Uniti. Fino al dicembre 1941 fu un oppositore dell'ingresso degli Stati Uniti nella seconda guerra mondiale già scoppiata in Europa. Mantenne questa posizione fino al giorno dell'attacco giapponese a Pearl Harbor (7 dicembre 1941). Il giorno successivo, tuttavia, votò per dichiarare guerra al Giappone. Nel 1944, Nye non fu rieletto.
Tra il 1937 e il 1959 fu presidente della Records Engineering, Inc. di Washington. Dal 1960 al 1964 lavorò per la Federal Housing Administration. Successivamente, fino al 1968, fu nello staff amministrativo di una commissione del Senato che si occupava dei temi dell'invecchiamento. Lavorò per Hurley, Clark and Associates tra il 1964 e il 1971 e morì il 17 luglio 1971 a Washington.